# Ludwig Hellwig (Musiker)
Carl Friedrich Ludwig Hellwig (* 23. Juli 1773 in Kunersdorf bei Wriezen; † 24. November 1838 in Berlin) war ein deutscher Komponist, Musiker und Musikdirektor.

## Leben
Carl Friedrich Ludwig Hellwig war Sohn des Kunersdorfer Predigers Jeremias Christoph Ludwig Hellwig (1735–1788) und Bruder des Schauspielers Friedrich Hellwig. Er widmete sich zunächst ab 1789 einem Fabrikgeschäft und erhielt zugleich eine musikalische Ausbildung bei Joseph Augustin Gürrlich, Georg Abraham Schneider und Carl Friedrich Zelter in Berlin. 1812 gab er seine anderweitigen Berufsgeschäfte auf, um sich ausschließlich der Musik zuzuwenden.
Seine Stellung als Hof- und Domorganist zu Berlin hatte er ab 1813 inne, jene als Königlicher Musikdirektor ab 1815. Bereits 1793 trat in die Sing-Akademie zu Berlin ein, der er zeitlebens eng verbunden blieb. Während einer Krankheit des Direktors Carl Friedrich Zelter übernahm er, seit 1803 Zweiter Dirigent, vorübergehend deren Leitung und war später unter Carl Friedrich Rungenhagen Vizedirektor. Hellwig gehörte zudem zum „Urstamm“ der am 24. Januar 1809 gegründeten Zelterschen Liedertafel (als Hellwig I), ebenso wie sein Bruder, der Geheime Justizrat Carl Hellwig (als Hellwig II).
Er war zudem Gesangslehrer an mehreren Schulen und komponierte unter anderem zahlreiche Lieder und eine Oper und betätigte sich als Herausgeber von Liedern mit Gitarrenbegleitung und als Verfertiger von Klavierauszügen, beispielsweise von Christoph Willibald Glucks Iphigenie auf Tauris oder auch Georg Friedrich Händels Oratorium Judas Maccabäus (nach Wolfgang Amadeus Mozarts Bearbeitung im Clavier-Auszuge).

## Werke (Auswahl)
- Die Bergknappen, Oper in zwei Akten (Uraufführung am 27. April 1820 in Dresden)
- Requiem aeternam, As-Dur
- Requiem aeternam dona eis
- Canone perpetuo, per modo retto e contrario
- Segen des Worts Gottes
- An den Mond
- An die Entfernte (Text: Johann Wolfgang von Goethe)
- Andenken (Text: Friedrich von Matthisson)
- Das Blümchen Geduld, zweistimmiges Lied mit Begleitung des Piano-Forte, F. S. Lischke, Berlin, ca. 1834
- Der Greis
- Die Sehnsucht (Text: Löben)
- Die stille Welt (Text: Aloys Wilhelm Schreiber)
- Die Wellen des Lebens
- Die Worte des Glaubens (Text: Friedrich von Schiller)
- Erörterung (Text: Aloys Wilhelm Schreiber)
- Erster Verlust (Text: Johann Wolfgang von Goethe)
- Freundschaft und Liebe
- Frühzeitiger Frühling (Text: Johann Wolfgang von Goethe)
- Hoffnung (Text: Friedrich von Schiller)
- Ich denke dein (Text: A. Mahknann)
- Ich denke dein (Text: Johann Wolfgang von Goethe)
- Im stillen Tale (Text: Friedrich von Matthisson)
- Liebe und Andacht
- Morgenlied im Freien (Text: Johann Wilhelm Bornemann)
- Nachtgesang (Text: Ludwig Gotthard Theobul Kosegarten)
- Selig, selig sind die Gottes Wort hören und bewahren
- Stille Tränen liebt mein Herz (Text: August Heinrich Julius Lafontaine)
- Suchst du ein Glück (Text: Karl Philipp Moritz)
- Trost
- Wenn die Blumen nun kommen, op. 4 no. 2 (Text: Friedrich Heinrich Karl, Freiherr de La Motte-Fouqué)
- Werd' ich dich denn niemals finden
- Wie glücklich war ich
- Himmelsruh